# Aulacophora wallacii
Aulacophora wallacii es una especie de insecto coleóptero de la familia Chrysomelidae.

## Distribución geográfica
Habita en Timor.